# Zhang Yongming (Serienmörder)
Zhang Yongming (* 1956; † 10. Januar 2013) war ein chinesischer Serienmörder. Er ermordete 11 Menschen, deren Fleisch er auf dem Markt verkaufte. Wegen seiner Morde wurde er zum Tode verurteilt und hingerichtet.

## Biografie
Zhang wurde 1978 wegen eines Tötungsdeliktes zu einer lebenslangen Freiheitsstrafe verurteilt, wurde jedoch im Jahr 1997 vorzeitig entlassen.
Im Dezember 2011 wurde ein Fall bei der Polizei aktenkundig, bei dem Zhang versuchte, eine 17-Jährige mit einem Gürtel zu strangulieren. Zhang konnte sich damit herausreden, dass es sich um einen derben  Scherz handele und der Vorfall hatte keine weiteren Konsequenzen.

## Die Mordserie
Zwischen März 2008 und April 2012, so sagte Zhang selbst aus, erwürgte er im Dorf Nanmen, in der Nähe der chinesischen Stadt Kunming, insgesamt 11 Opfer mit bloßen Händen oder einer Schnur an schlecht einsehbaren Orten und brachte ihre Leichen dann zu seinem Haus, um sie zu zerteilen.
Als sich das Verschwinden von Kindern häufte, glaubten ihre Eltern oftmals, sie seien von den Betreibern illegaler Ziegeleien entführt worden.
Es wird angenommen, dass Zhang in der Zwischenzeit arglose Kunden dazu brachte, das Fleisch seiner Opfer als vermeintliches Straußenfleisch zu kaufen. Berichten zufolge verspeiste er selbst auch das Fleisch seiner Opfer und verfütterte es an seine Hunde.

## Festnahme, Verurteilung und Hinrichtung
Am 9. Juni 2012 untersuchte die Polizei das Verschwinden von Han Yao, einem 19-jährigen Jungen, und fand seine Bank- und Telefonkarten in Zhangs Haus. Er wurde kurze Zeit darauf in Gewahrsam genommen.
Bei einer Durchsuchung seines Hauses konnten menschliche Augäpfel in Weinflaschen und Stücke von Menschenfleisch, welche zum Trocknen aufgehängt worden waren, von der Polizei gefunden werden.
Zhang wurde in der Provinz Yunnan vor das Volksgericht gestellt und im Juli 2012 der vorsätzlichen Tötung von 11 Personen schuldig befunden und zum Tode verurteilt. Seine Hinrichtung erfolgte am 10. Januar 2013.